# Pfaffetschlaghäuseln
Die Pfaffetschlaghäuseln, auch Pfaffetschlag-Häuseln, sind eine Streusiedlung in der Gemeinde Klaffer am Hochficht im Bezirk Rohrbach in Oberösterreich.

## Geographie

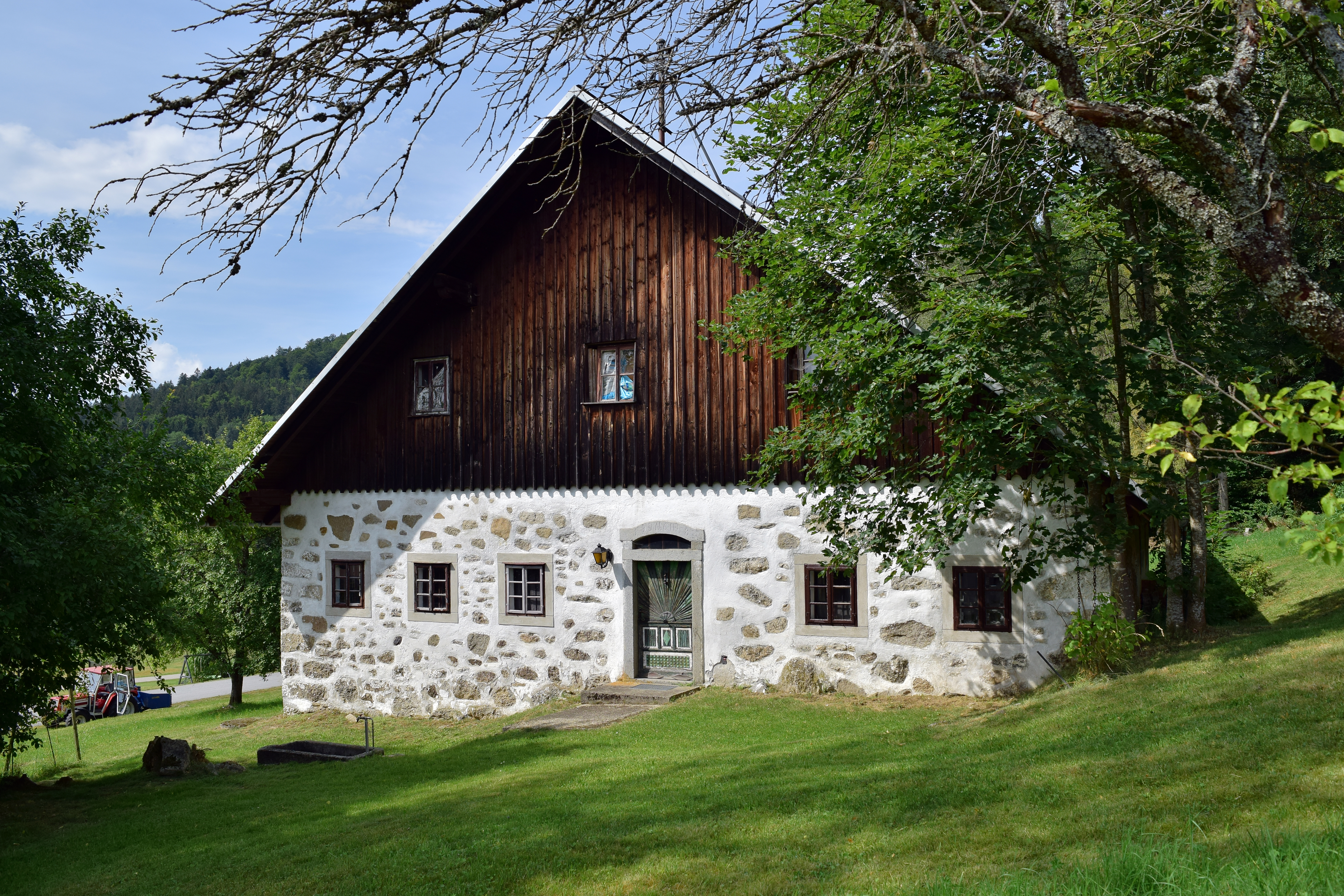
Ein Haus im Steinbloß-Stil in den Pfaffetschlaghäuseln

Die Streusiedlung Pfaffetschlaghäuseln liegt nordöstlich des Dorfs Pfaffetschlag am Rand des geschlossenen Waldgebiets des Böhmerwalds. Hier erstrecken sich Berg-Mähwiesen. Die Siedlung gehört zum Einzugsgebiet des Theinhörlbachs.
Sie ist Teil der 22.302 Hektar großen Important Bird Area Böhmerwald und Mühltal und ist vom 9.350 Hektar großen Europaschutzgebiet Böhmerwald-Mühltäler umgeben.